# Basilica di San Martino (Tours)
La basilica di San Martino è un grande edificio religioso nella città di Tours, in Francia. Nella sua cripta è ospitata la tomba di san Martino. La chiesa attuale, che sorge sui resti dell'importante basilica romanica andata distrutta, venne consacrata il 4 luglio 1925. È stata insignita del titolo di Basilica minore.

## Storia

### La basilica del V secolo

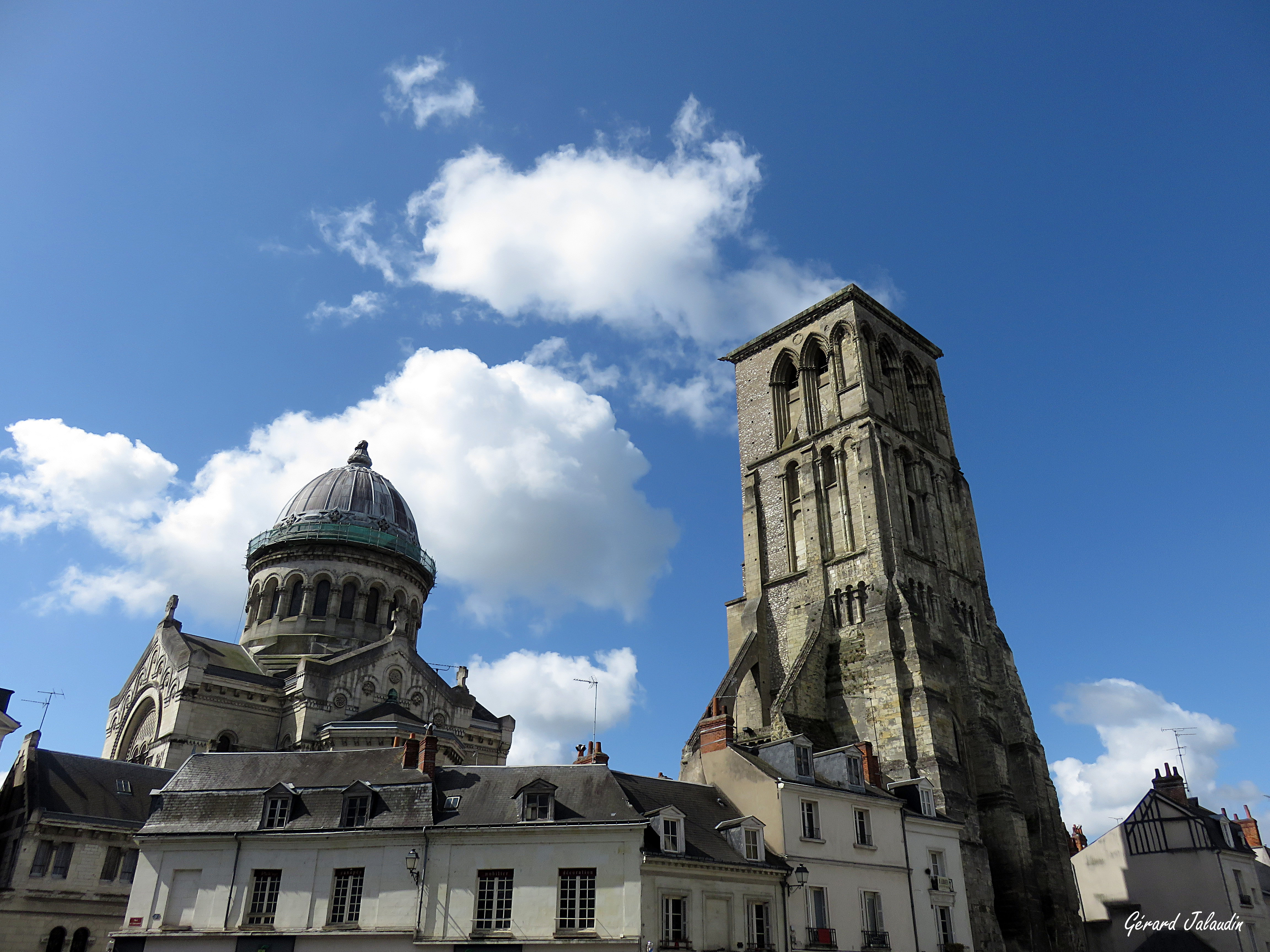
Veduta della basilica con la Torre Carlomagno.

Il vescovo san Brizio (in latino Brictius) aveva fatto erigere nel 437 una chiesa in legno per ospitare la tomba e il piviale di san Martino di Tours. Constatata la grande popolarità e frequentazione di questo santuario, Perpetuo fece costruire al posto del medesimo una prima basilica nel 471. San Gregorio di Tours la descrive così:
(San Gregorio di Tours)
La salma di san Martino fu trasferita dalla cappella dell'eremo di Candes-Saint-Martin fino a Tours e il suo sarcofago fu inumato dietro l'altare principale della nuova basilica.
Un gran blocco di marmo sovrastante la tomba, dono del vescovo Eufronio di Autun (472-475), ne indicava la posizione ai fedeli raccolti dietro questo altare e, secondo Werner Jacobsen il blocco era visibile anche ai pellegrini che, contrariamente all'uso corrente, si trovavano dietro la chiesa, cioè a lati abside, attraverso una finestrella aperta nel muro dell'abside stessa.

### La basilica medievale

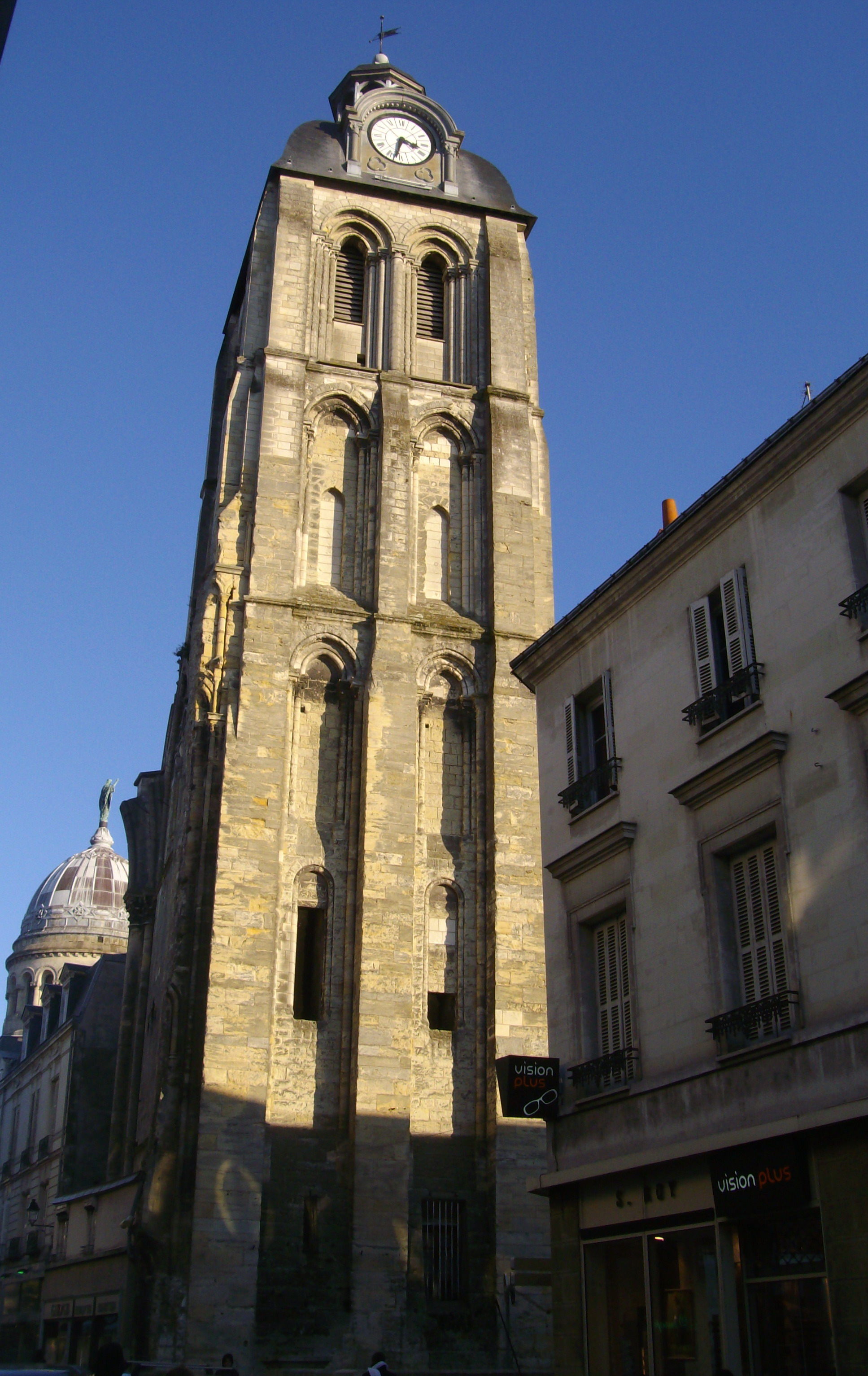
La Torre dell'Orologio

La basilica, divenuta collegiale, fu incendiata dai Normanni l'8 novembre 853 e di nuovo il 30 giugno 903; in seguito fu cinta da mura fortificate distintamente da quelle cittadine di Tours (terminate nel 918). Un nuovo, grande incendio nel 994 impose una ricostruzione spinta dall'allora tesoriere di San Martino, Hervé de Buzançaise, che venne consacrata nel 1014.
Un altro incidente si verificò nel 1096 e si procedette alla sua completa ricostruzione, in stile romanico improntata sulla basilica di Saint-Sernin a Tolosa. Il cantiere si svolse fra il 1070 e il 1100 e divenne un'importante tappa sulla via Turonensis del cammino di Santiago di Compostela e ne divenne una delle cinque chiese del "pellegrinaggio maggiore" con l'abbaziale di Saint-Foy de Conques, l'abbazia di San Marziale a Limoges, la basilica di Saint-Sernin a Tolosa e la cattedrale di Santiago di Compostela stessa.
Presentava una pianta a croce latina divisa in cinque navate, con transetto e coro a deambulatorio. Quattro torri si ergevano, due sulla facciata e una a ogni testata del transetto.
Fra il 1175 e il 1180 le volte a botte furono sostituite con delle volte a crociera angiovine.
Diversi cantieri si susseguirono fra il XIII e il XV secolo; il coro venne ricostruito e ingrandito su modello della cattedrale di Bourges e le cappelle laterali vennero aggiunte al piedicroce.
La basilica a quest'epoca era il centro di una cittadina distinta da Tours, denominata Châteauneuf o a volte Martinopolis; fu riunita a Tours con una cinta muraria unica solo nel 1356.
A seguito dell'iconoclastia protestante nel 1562 la cassa contenente il corpo di san Martino fu data alle fiamme e si poterono recuperare solo una parte del cranio e l'osso di un braccio.
Durante il periodo della rivoluzione francese la basilica era già molto danneggiata dall'incuria e venne destinata a scuderie nel 1797. In questo periodo il sistema di tiranti in parte sparì e ne seguì un consequente crollo delle volte del deambulatorio. Allora il Consiglio municipale ordinò la demolizione completa dell'edificio. L'organo monumentale di JBN Lefevre scomparve con il collasso della basilica. Rimasero solo in piedi la Torre Carlomagno che si ergeva di fronte alla testata del transetto nord (crollata per metà nel 1928 e restaurata nel 1963), quella dell'orologio, la torre destra della facciata, e le case canoniche del chiostro con una galleria rinascimentale. La pavimentazione al suolo consente di individuare la posizione delle colonne della navata originale.
La tomba dei figli di re Carlo VIII di Francia, che all'inizio del XVI secolo era posta nel piedicroce della basilica, venne trasferita nel 1834 alla cattedrale di San Gaziano.

### L'edificio attuale

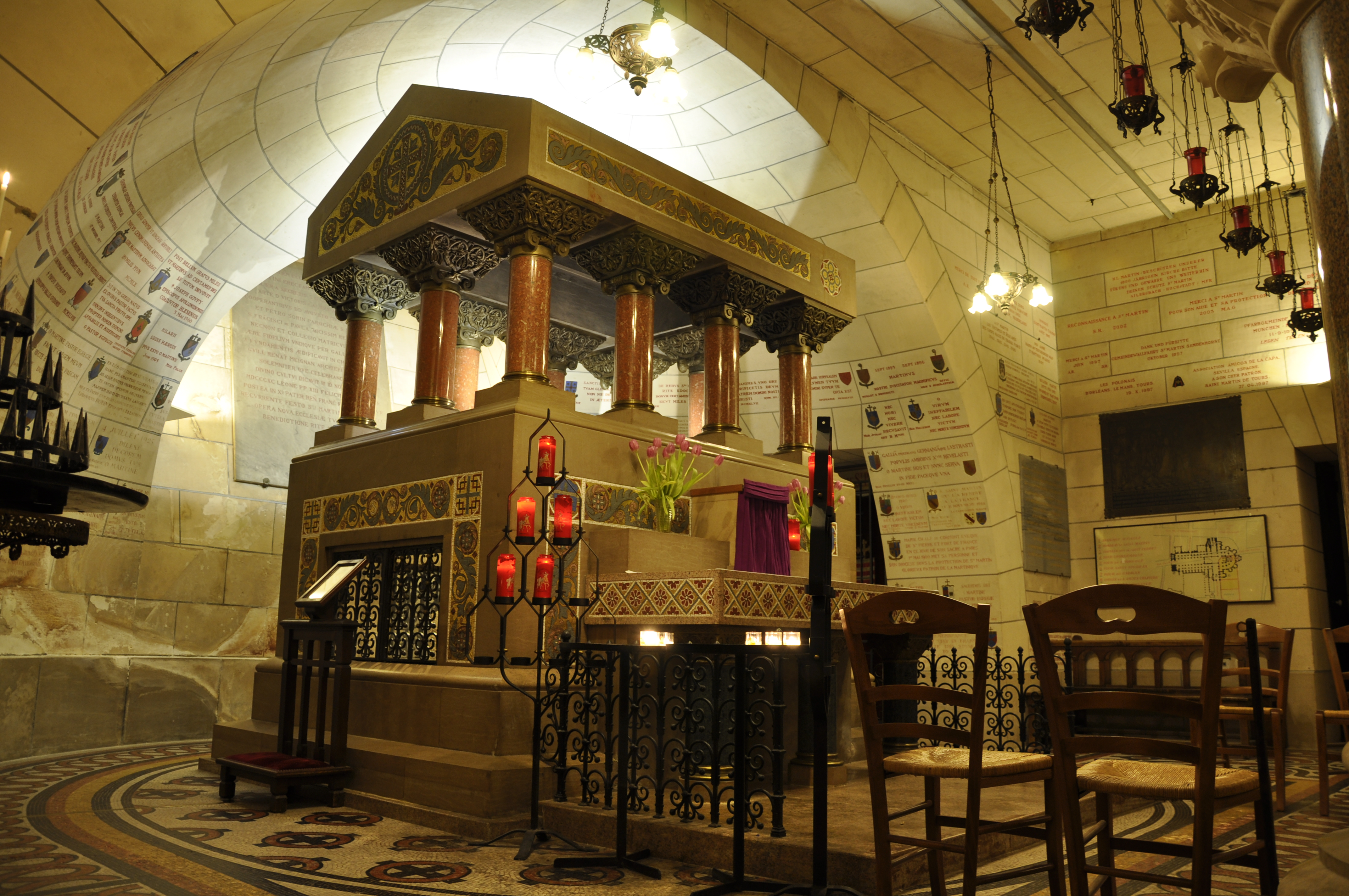
Tomba posta nella cripta della basilica

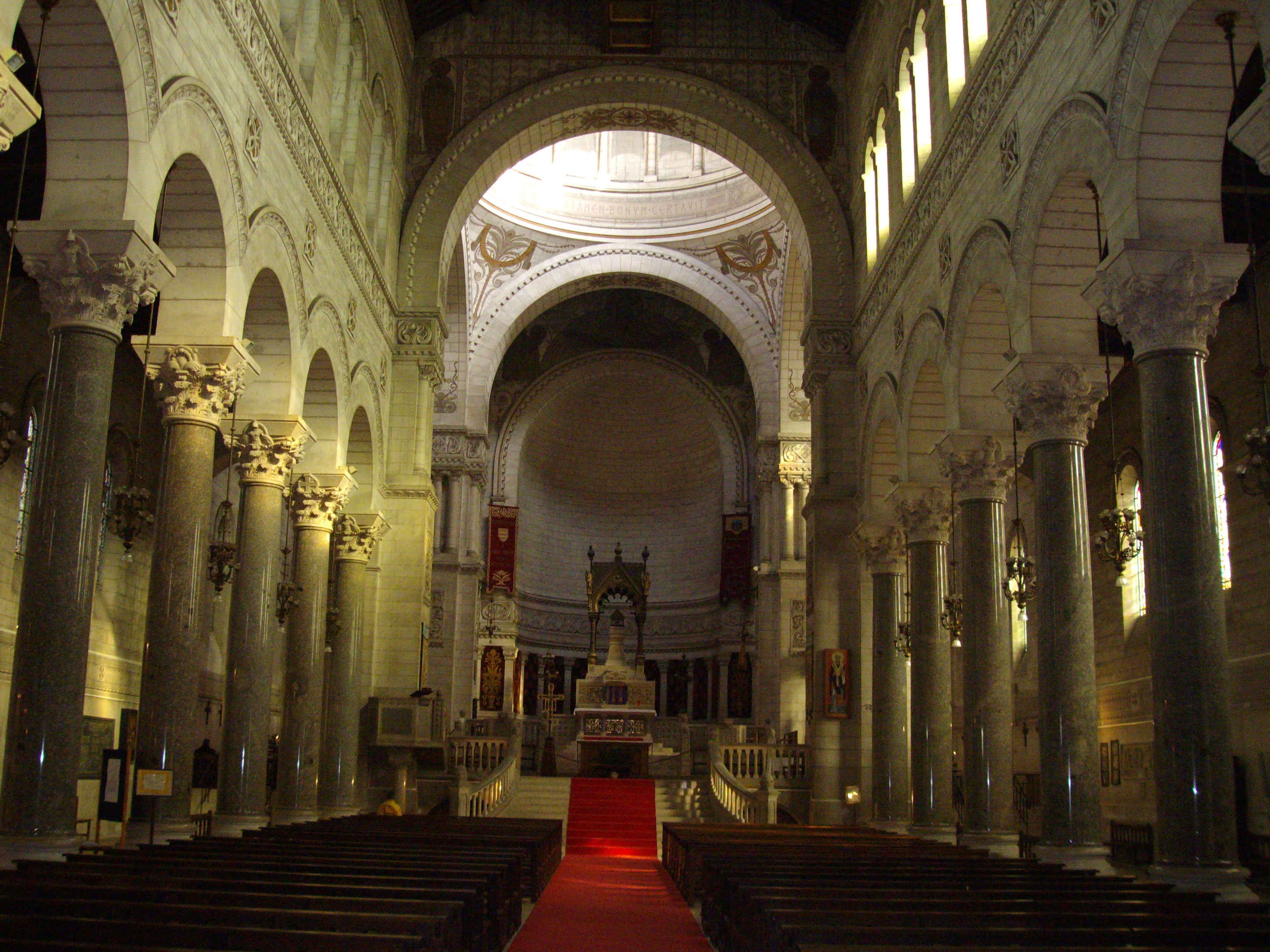
Interno della basilica attuale.

Classificata "monumento storico" nel 1840 e confermata tale con l'inventario nel 1858 e poi nel 1862, la basilica romanica fu oggetto di lavori di ricostruzione sotto la spinta del militante cattolico Léon Dupont, che nel 1860 annunciò la scoperta della tomba di Martino di Tours.
Di fronte a questa scoperta si decise di costruire un nuovo edificio per rimpiazzare l'antica collegiata di San Martino distrutta. Ma le dimensioni erano ben più contenute. Perpendicolarmente all'antica basilica, cioè orientata in direzione nord-sud, la nuova basilica ne condivide l'antica parte absidale. È costruita in calcare, granito e marmo con coperture è in ardesia.
Il cantiere inizia nel 1886 su progetto e direzione dell'architetto Victor Laloux che concepisce un edificio in stile neoromanico-neobizantino.
Gli affreschi si devono a Pierre Fritel e i lavori di decorazione furono eseguiti con l'aiuto del pittore Adrien Lavieille, figlio di Eugène Lavieille.
La cripta fu inaugurata nel 1889; la basilica fu terminata nel 1890 e venne consacrata solo nel 1925.